# NGC 7683
NGC 7683 (również PGC 71565 lub UGC 12623) – galaktyka soczewkowata (S0), znajdująca się w gwiazdozbiorze Pegaza. Odkrył ją Gaspare Ferrari w 1865 roku.